# لقيمة
اللُقَيمَة (بالإنجليزية: Epicondyle)‏. البادئة Epi معناها «فَوْقَ»، و condyle معناها «مَفْصِل»، وقد تشير إلى:
| لقيمة العضد الإنسية (تُسمّى في الطيور: اللقيمة البطنيّة) | لقيمة الفخذ الإنسية |
| لقيمة العضد الوحشية (تُسمّى في الطيور: اللقيمة الظهرية) | لقيمة الفخذ الوحشية |

## معرض الصور

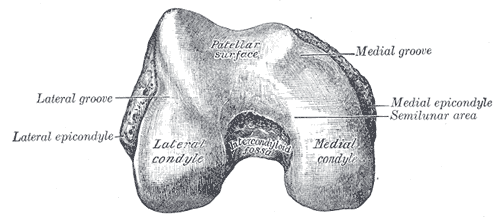
الجزء السفلي لعظم الفخذ الأيمن ، عرض من أسفل. لقيمة الفخذ الوحشيّة موضحة على اليسار.
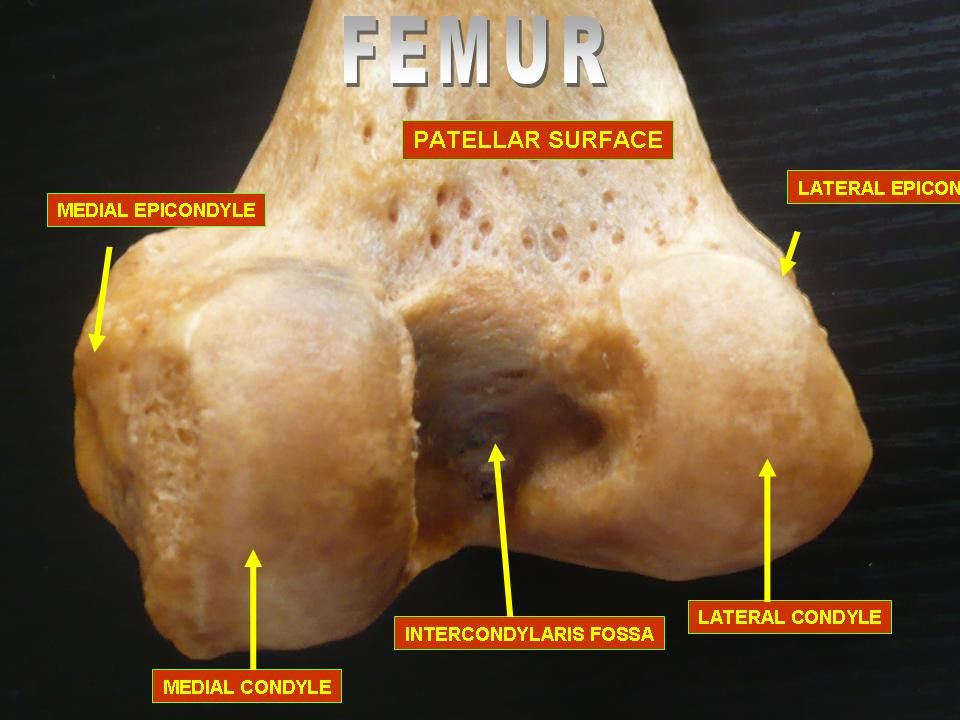
الجزء السفلي من عظم الفخذ.